# 依法利珠单抗
依法利珠单抗（Efalizumab，藥品商品名為 Raptiva，瑞體膚，默克）是牛皮癬的治療用藥，是一種抗CD11a的單株抗體製劑，其作用機制是辨識白血球上的CD11a抗原，使白血球與其他細胞附著的能力降低，抑制其免疫作用。
因為依法利珠单抗會抑制免疫系統，所以其引發的副作用包括細菌性敗血症、病毒性腦膜炎，真菌性疾病，或因再活化的潛伏性JC病毒引發漸進性多病灶腦白質病(Progressive multifocal leukoencephalopathy, PML)。 
因為此藥有產生漸進性多病灶腦白質病的風險，歐洲藥品管理局(European Medicines Agency)於2009年2月提議，應暫停依法利珠单抗在歐盟販售。